# Scrophularia urticifolia
Scrophularia urticifolia är en flenörtsväxtart som beskrevs av Nathaniel Wallich och George Bentham. Scrophularia urticifolia ingår i släktet flenörter, och familjen flenörtsväxter. Inga underarter finns listade i Catalogue of Life.